# Pio Squad
Pio Squad (původně Jižní Pionýři) je hiphopová skupina z Jihlavy. Skupina vznikla v roce 1998. Jejich prvním publikovaným dílem je živý záznam koncertu z roku 2000. V roce 2001 se objevili na kompilaci Lyrik derby. Nová éra kapely započala v roce 2006 vydáním alba Punk is dead. Album přineslo, krom změny názvu kapely, také výraznou změnu jejich stylu a bylo dobře přijato, což dokazuje i ocenění v rámci ankety Anděl. Následující album Interview je proloženo mluvenými scénkami, kde kapela předstírá účast v bizarním rádiovém pořadu. 
Po delší odmlce vydávají v roce 2016 album Stromy v bouři, které bylo oceněno Andělem v kategorii hip-hop. Na albu Stromy v bouři se objevila i píseň Čalantika, ke které vznikl klip v Bangladéši, aby upozornil na poměry v této oblasti. V rámci toho vznikl celý projekt, kdy ve spolupráci s organizací ADRA proběhlo několik koncertů, jejichž cílem byla úspěšná finanční sbírka na podporu vzdělávání v Bangladéši.
Na konci roku 2021 kapelu opouští De Puta Madre, posléze také J-Kid. Album Torzo již vyšlo bez jejich přítomnosti. 

## Seznam členů

### Současní členové
- Eurodel (také Diego Del, Delebre,Indigo) – Martin Hrdlička[7]

- Efko (také jako Strejda Filí) – Filip Konvalinka

- DJ Five

### Bývalí členové
- De Puta Madre (také deputa)
- J-Kid (také džej, kid, dj) – Jiří Kozlíček
- DJ Flux

## Diskografie

### Studiová alba
- Three stars (2003) - ještě pod názvem Jižní Pionýři
- Punk is Dead (2006)
- Interview (2008)
- Stromy v bouři (2016)
- Torzo (2022)

### EP
- Musíme jet (2007)

## Ocenění
- R'n'b & Hip-hop, Ceny Anděl 2006
- Hip Hop, Ceny Anděl 2016